# Agrotis nigrescens
Agrotis nigrescens là một loài bướm đêm trong họ Noctuidae.